# زاویه دوربین
زاویه دوربین به موقعیت دوربین فیلمبرداری یا عکاسی برای ثبت صحنه اشاره دارد. یک صحنه می‌تواند از زوایای مختلف به طور هم‌زمان فیلمبرداری شود. زوایای متفاوت دوربین تأثیرات گوناگونی بر بیننده و درک او از صحنه دارند. عکاسان و فیلمبرداران از تکنیک‌های متنوعی برای ایجاد این جلوه‌ها استفاده می‌کنند.

## زوایا و تاثیر آنها
انواع زاویه ها شامل موارد زیر است:
- لنز الترا واید
- لنز بسیار واید
- نمای دور
- نمای متوسط
- نمای دو نفره
- نمای نزدیک متوسط
- نمای نزدیک
- نمای بسیار نزدیک

جایی که دوربین در رابطه با سوژه قرار می گیرد می تواند بر نحوه درک بیننده از موضوع تأثیر بگذارد. برخی از این زوایای زیاد دوربین عبارتند از : عکس با زاویه بالا ، عکس با زاویه پایین ، نمای دید پرنده ، و نمای دید مورچه . نقطه دید فاصله و زاویه ظاهری است که دوربین از آن سوژه را مشاهده و ضبط می کند. 
آن‌ها شامل عکس‌برداری از سطح چشم، از بالای شانه و از نمای نقطه‌نظر هستند. شات با زاویه بالا (HA) زمانی است که دوربین بالاتر از سوژه قرار می‌گیرد و از بالا به آن نگاه می‌کند؛ این نوع زاویه می‌تواند سوژه را کوچک، ضعیف یا آسیب‌پذیر نشان دهد. در مقابل، عکس با زاویه پایین (LA) از زیر سوژه گرفته می‌شود و می‌تواند حس قدرت یا تهدید را منتقل کند. عکس هم‌سطح چشم (EL) زمانی گرفته می‌شود که دوربین در همان سطح سوژه قرار دارد و مستقیماً به آن نگاه می‌کند؛ این نوع زاویه تأثیر روانی چندانی بر بیننده ندارد.

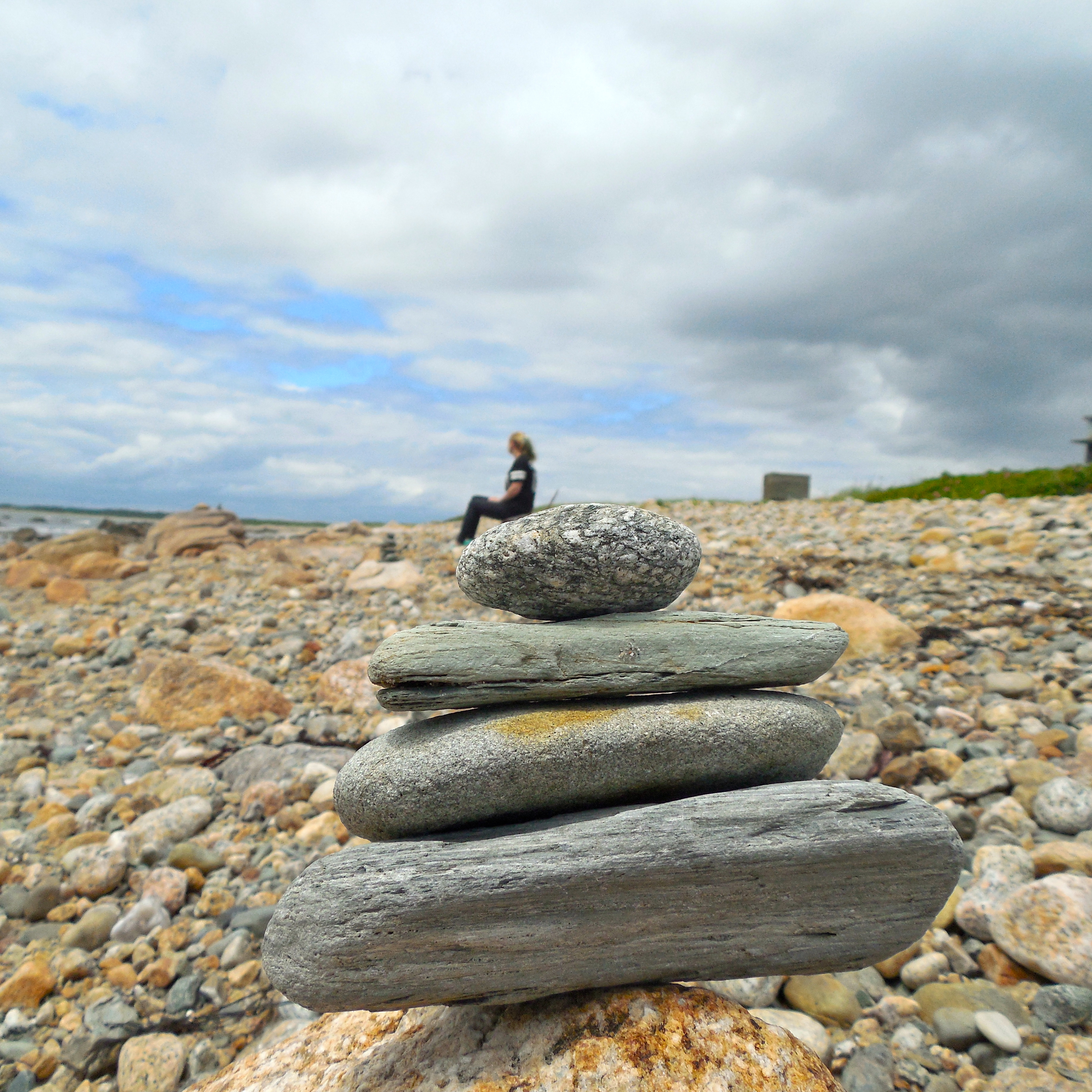
زاویه دید پایین دوربین با استفاده از تکنیک پرسپکتیو القایی

یک عکس از نقطه نظر (POV) تصویر را از طریق چشم سوژه به بیننده نشان می دهد. برخی از عکس های POV از دوربین های ساده برای ایجاد این توهم استفاده می کنند که بیننده از چشمان سوژه می بیند.
یک عکس از دید پرنده  مستقیماً از بالای صحنه گرفته می شود تا منظره و رابطه بازیگران با آن مشخص شود.
یک عکس دید مورچه از روی زمین به بالا نگاه می کند، و به این منظور است که به بیننده این احساس را بدهد که از پایین به شخصیت نگاه می کند و برای نشان دادن منظره ای است که یک کودک یا یک حیوان خانگی خواهد داشت. هنگام در نظر گرفتن زاویه دوربین، باید به یاد داشته باشید که هر نما، شات جداگانه خودش است و زاویه دوربین باید در زمینه صحنه و فیلم گرفته شود.
نمای هلندی که به آن زاویه کج یا حتی زاویه کج نیز می گویند، نمایی است که در آن خود دوربین به سمت چپ یا راست متمایل می شود. زاویه غیرطبیعی این احساس را القا می کند که جهان از تعادل خارج شده یا ناآرامی روانی را در بیننده ایجاد می کند.

## انواع نما
انواع مختلفی از عکس ها وجود دارد که می توان از این زوایا استفاده کرد. نماهای طولانی بسیار دور از سوژه وجود دارد و ممکن است اصلاً شخص را نشان ندهد.
نماهای الترا واید معمولاً در زاویه بالا انجام می شوند تا بیننده بتواند به صحنه یا صحنه از بالا نگاه کند. نماهای الترا واید عمدتاً برای باز کردن صحنه یا روایت و نشان دادن صحنه به بیننده استفاده می شود. بقیه عکس‌ها معمولاً در یک سطح چشم یا زاویه دید انجام می‌شوند، اگرچه می‌توان هر عکسی را با هر زاویه‌ای انجام داد. شات لانگ شات وجود دارد که سوژه را نشان می دهد، حتی اگر تنظیم همچنان بر قاب عکس غالب باشد.
سپس، نمای بلند متوسط وجود دارد که باعث می‌شود سوژه و مکان از اهمیت یکسانی برخوردار شوند و این دو در حدود 50/50 در کادر باشد. سپس نمای متوسط  است که بر شخصیت تأکید می کند و از نوع شات از زانو تا کمر است. سپس مدیوم کلوزآپ یک شات است که کمر را به سینه و بالا نشان می دهد. 
در نهایت، یک عکس بسیار نزدیک  وجود دارد که معمولاً یک قسمت از بدن دارد. این می تواند یک چشم، یک دست یا هر چیز دیگری باشد. این عکس ها را می توان با هر یک از زوایای دوربین فوق استفاده کرد. 

## شیوه های تولید
در طول تولید و پس از تولید ، لازم است به هر زاویه دوربین یک هویت الفبایی منحصر به فرد داده شود که با عنوان "صحنه" برچسب گذاری شده است.  برای مثال: "Scene 24C." حروف زاویه دوربین اغلب در مجموعه با استفاده از الفبای آوایی ناتو یا الفبای رادیویی قدیمی تر به سبک پلیس تلفظ می شوند. به عنوان مثال: "صحنه 24C" به عنوان "صحنه 24، چارلی" تلفظ می شود. از برخی حروف اجتناب می شود زیرا هنگام نوشتن شبیه حروف یا اعداد هستند (برای مثال یک "S" می تواند شبیه "5" باشد).

## مراجع
1. 1 2  Chandler, Daniel. "Grammar of Television and Film". Visual-memory.co.uk. Archived from the original on 2017-08-23. Retrieved 2015-12-10.
2. ↑  "All About Camera Angles". Videomaker.com. Archived from the original on 2018-06-17. Retrieved 2015-05-04.